# Belkis Ayón Manso
Belkis Ayón Manso (La Habana, 23 de enero de 1967-La Habana, 11 de septiembre de 1999) fue una grabadora y profesora cubana. Su obra está basada, fundamentalmente, en la mitología abakuá, culto de origen africano, pero con gran arraigo histórico en Cuba. Realizó sus estudios, principalmente, en el Instituto Superior de Arte (ISA) de La Habana.  

## Exposiciones personales y colectivas
Entre sus primeras exposiciones personales se encuentran "Art Cubain Contemporain" Centre d'Exposition de La Gare L'Annonciation, Quebec, Canadá y su "Exposición de Grabados" en SAW Gallery, Ottawa, Canadá así como en 1990 Sikán Kien. Galería Leopoldo Romañach, Caibarién/Galería Tercer Congreso, Ranchuelo, Villa Clara. 
La obra de Belkis Ayón también ha sido expuesta en distintos museos de Estados Unidos entre los que destacan el Museo del Barrio de Nueva York (2017), el Fowler Museum de UCLA en Los Ángeles (2017) y el Station Museum of Contemporary Art de Houston (2018). En noviembre de 2021, el Museo Reina Sofia de Madrid realiza la primera gran retrospectiva dedicada a  la artista cubana en Europa.
Belkis Ayón trabajó  también como profesora en la academia de San Alejandro. Se suicidó el 11 de septiembre de 1999.  

## Premios
- Premio "Casa de las Américas" del Encuentro de Grabado en 1993[3]
- Premio  1.ª Bienal Internacional de Gráfica de Maastricht, Holanda en 1993.[4]